# تی‌آی‌سی‌وی
تی‌آی‌سی‌وی (انگلیسی: TICV) شرکت هواپیمایی پرتغالی است، که در سال ۲۰۱۵ تأسیس شد.